# Brett Novek
Brett Michael Novek (n. 26 de abril de 1984) es un modelo y actor estadounidense. Es modelo a nivel publicitario de Papi Underwear y aparece en la presentación de sus productos, ventas y material promocional. En 2007, concursó en la primera temporada del reality show de VH1, Los más inteligentísimos modelos, colocándose en cuarto lugar dentro de la competencia.

## Biografía

### Primeros años
Novek nació en Fort Lauderdale, Florida siendo el segundo hijo de Robin y David Novek. Novek tiene un hermano mayor, Craig, a quien considera su mejor amigo.
Novek se graduó en la Universidad de Florida Central en 2006, especializándose en Mercadotecnia.

### Carrera temprana
Mientras entrenaba en un gimnasio, Brett conoció al modelo profesional Gregg Avedon, quien presentó la información de Novek a una agencia de modelaje. Se llevó a cabo una sesión de fotos inicial con el fotógrafo Scott Teitler y esto lo llevó a firmar con Irene Marie Models y a modelar para sus clientes tales como Papi Underwear, que empleó a Novek para una campaña publicitaria y eventos de modelaje en vivo.

### Eventos recientes
En 2007, Novek se mudó de Florida a Los Ángeles, California en búsqueda de otras oportunidades de modelaje y trabajo en video, televisión, y cine. Novek firmó contratos con L.A. Models, y Joy Models Management en Milán, Italia.

## Los más inteligentísimos modelos
En mayo de 2007, Brett participó como uno de los catorce modelos profesionales concursantes en la grabación de la primera temporada de Los más inteligentísimos modelos. El programa de concursos consistió en una serie de desafíos que condujeron a cada modelo a ser eliminado de la competencia hasta que sólo permaneció el ganador. Novek simbólicamente empató con el ganador eventual VJ Logan por el mayor número de deafíos ganados, pero terminó el juego en el cuarto lugar. 
Cuando el programa se transmitió un año más tarde, Novek apareció en los episodios 1 al 9. Al final del noveno episodio, Novek fue eliminado. Según los jueces, fue debido a una decepcionante actuación en el desafío de la presentación de un automóvil y porque parecía haber perdido su motivación.

## Trabajo comercial
Novek apareció en un video musical de Ashlee Simpson ("Outta My Head (Ay Ya Ya)"), una campaña publicitaria para LA Fitness, y un video de ejercicios físicos con Gilad Janklowicz aún por confirmar.
Ha modelado para varios clientes, entre los cuales se incluyen Hollister Co., Armani Exchange, Emporio Armani, Parke and Ronen, Cosmo Girl, y Target Corporation. Sus créditos de catálogo de ropa en línea incluyen RevolveClothing.com y SportScheck.com.
En 2008, Novek apareció en una comercial de televisión nacional para Taco Bell y en otro para Optimum Online.

## Apariciones en televisión
| Año  | Título                           | Rol         | Notas                                                 |
| ---- | -------------------------------- | ----------- | ----------------------------------------------------- |
| 2007 | Los más inteligentísimos modelos | Él mismo    | Reality show (9 episodios)                            |
| 2006 | South Beach                      | Sean        | Serie de TV (1 episodio, "I'll Do What I Want To Do") |
| 2005 | Byte Me                          | Presentador | Serie de TV                                           |

## Filmografía
| Año  | Película      | Rol          | Otras notas   |
| ---- | ------------- | ------------ | ------------- |
| 2009 | Hard Breakers | Chico skater | Posproducción |
| 2008 | H.U.M.P.      | Lincoln      | En producción |
| 2008 | The Penthouse | Joey         | En producción |

## Curiosidades
- Brett Novek vive con su amigo y también concursante de Los más inteligentísimos modelos, Jeff Pickel en Los Ángeles, California.[6]
- En el colegio tuvo una labrador retriever amarilla llamada Molly.[2]
- Su lema personal es “Fracasas el 100% de los tiros que no recibes.”~Wayne Gretzky[3]